# Татаупа білобровий
Татаупа білобровий (Crypturellus transfasciatus) — вид птахів родини тинамових (Tinamidae).

## Поширення
Вид поширений на заході Еквадору та на північному заході Перу. Мешкає у сухих лісах на висотах до 1500 м над рівнем моря.

## Опис
Птах завдовжки до 28 см. Верхня частина тіла сіро-коричнева з чорними смужками. Має білі горло і надбрівна смуга. Черево світло-сіре. Ноги рожеві.

## Спосіб життя
Харчується фруктами, невеликою кількістю безхребетних, насінням, корінцями, тим, що вони можуть знайти на землі або поблизу неї.